# Now It Can Be Told
Now It Can Be Told es una popular canción escrita por Irving Berlin en 1938, para la película Alexander's Ragtime Band película que toma su nombre de la canción del mismo compositor de 1911 Alexander's Ragtime Band. En la película estaba cantada por Alice Faye y Don Ameche.
La canción recibió una nominación al premio Óscar a la mejor canción original, premio que finalmente le fue otorgado a Thanks for the Memory de la película The Big Broadcast of 1938.